# 英語 (教科)
英語（えいご、英: English）は、日本の学校教育における教科「外国語（がいこくご）」の一分野である選択科目。

## 概要
教科「英語」の目的は、英語を通じて、言語や文化に対する理解を深め、積極的にコミュニケーションを図ろうとする態度の育成を図り、情報や相手の意向などを理解したり自分の考えなどを表現したりする英文法をベースに実践的コミュニケーション能力を養うことにある。これは、口語（話して意思疎通をはかる）で必要とするスピーキングの英語とは異なり、あくまで英文法に赴きをおいたものである為、文字に起こす必要がある。その為、文法上は正しいが、実際には使わない、またはネイティブスピーカーに違和感を感じさせてしまうような表現を日本人の英語教師は自身で気づく事なく教えてしまう。本来は中等教育の課程（中学校の課程、高等学校の課程、中等教育学校の課程など）における教科「外国語」のうちの一つという位置付けだが、日本のほぼ全ての学校では教科「外国語」として英語を採用しているため、「外国語」といえば英語を指すことが圧倒的に多い。2011年以降、小学校での下記「外国語活動」の導入により、学習指導要領上は英語が必修となった（当時は、小学校5,6年）。令和2年度からは、小学校でも、教科としての「外国語」が設定されたため、移行措置を経て、外国語活動は、小学校3,4年の内容に変更されている。
なお、教科「英語」は「国語」および「数学」と共に「主要3教科」と呼ばれ、とくに重視されている。

## 普通教科としての「英語」

### 小学校「外国語活動」
平成21年度から平成22年度までの移行期間を経て、平成23年度から令和元年度まで小学校第5・6学年に必須領域として「外国語活動」が取り入れられたが、後述のように令和2年度からは小学校第5・6学年に教科としての「外国語」に移行された。
平成30年度から平成31年度までの移行期間を経て、令和2年度から小学校第3・4学年に必須領域として「外国語活動」が取り入れられた。
初等教育（小学校など）においては、教科ではなく「外国語活動」として位置づけられている。これは、初等教育段階で成績をつけることが不適切と考えられたことも一因となっている。
- あいさつ
- 感情表現・ジェスチャー
- じゃんけん
- 1～100までの数字
- 色、形
- アルファベット
- 教科
- 曜日
- 日にち
- 月
- 道案内
- 時刻
- 職業、将来の夢
- 285語程度の単語

など。「外国語活動」であるため、英語だけではなく、日本語・中国語・朝鮮語・スペイン語・フランス語など、その他の言語と比較しながら活動していく。
現行の教材は
- 文部科学省著作の全国共通教材「Let’s Try 1・2」(小学生3・4年使用、東京書籍発行)

を使用。
かつて、5,6年生の外国語活動があった当時は、
- 「We Can!1・2」(平成30年度から平成31年度まで教科化に伴う移行措置として使用、文部科学省著作、東京書籍発行）
- 「Hi,friends!1・2」(平成24年度から平成29年度まで使用、文部科学省著作、東京書籍発行)
- 「英語ノート1・2」（平成21年度から平成23年度まで使用、文部科学省著作、開隆堂出版発行）

を使用していた。
2009年11月11日の事業仕分けの「英語教育改革総合プラン」で「英語ノート」は必要なら配布もデジタル化してダウンロードし、各校で印刷すれば十分とされ2012年度以降廃止とされた。2010年9月7日文部科学省は、学校現場からは印刷物として国からの支給の要望が多く、また著作権などの問題や現場での印刷コストも数倍かかることなどが判り、「英語ノート」の廃止から転換し仕分け以前の2011年度からの無償配布方針継続を決めた。

### 小学校「外国語」
平成29年告示の小学校学習指導要領が、令和2年度から施行されたことに伴い、同年以降の5,6年生からは、教科としての外国語が開始されている。

### 中学校「外国語」
前期中等教育（中学校など）においては、教科「外国語」の一分野として位置付けられている。
- アルファベット
- 挨拶 、自己紹介、電話での応答、買い物、道案内、旅行、食事などのときの会話
- 発音
- 文
- 文型
- 代名詞
- 動詞の時制など（現在時制 、過去時制 、未来時制 、現在進行形 、現在完了形 ）
- 形容詞及び副詞の比較変化
- To不定詞
- 動名詞
- 現在分詞及び過去分詞の形容詞としての用法
- 受動態

### 高等学校普通教科「外国語」
後期中等教育（高等学校など）においては、「普通教育に関する各教科」としての「外国語」と「専門教育に関する各教科」としての「英語」に分かれる。

#### 科目
- 前課程（2021年以前）
  - 「コミュニケーション英語(基礎, I , II, III, うち I が必修)」- 聞く、話す、読む、書くを総合的に学習
  - 「英語表現(I, II)」- 話す・書くを中心とした表現活動を学習
  - 「英語会話」 - 聞く・話すを中心とした会話活動を学習。旧教育課程のオーラルコミュニケーションを主に継承
- 現行課程（2022年以降）
  - 「英語コミュニケーション（I, II, III, うち I が必修）」 - 5領域（聞く、読む、書く、会話する、発表する）を総合的に扱う
  - 「論理・表現（I, II, III）」 - 3領域（書く、会話する、発表する）を用い英語での発信力を高める科目で、「Logic & Expression」を略して「LE」とも表記される

原則として授業を英語で行う。
旧課程と現行課程の詳細な違いは以下の通り。
- 英会話系統の科目が消滅（学校設定科目もしくはLEの授業内で扱う）
- 文法系統の科目に「III」が新設。
- 語彙数が700程度増加
- 文法事項に「接続詞」「前置詞」が追加
- 学習指導要領「動詞の時制など」が「動詞の時制及び相など」に変更。
- 「分詞構文」「代名詞（itが名詞用法の句・節を指すもの）」が削除
- 「現在完了進行形」「仮定法（基本的なもの）」「SVO+原型不定詞」「間接目的語+that節」等が中学範囲に移行

#### 文法事項
- 文型
- 不定詞の用法
- 関係詞の用法
- 代名詞のうち、itが名詞用法の句及び節を指すもの
- 動詞の時制のうち、進行形 ・ 完了形
- 受動態のうち、助動詞が付加されるもの
- 仮定法のうち基本的なもの
- 分詞のうち基本的なもの

## 高等学校専門教科「英語」
英語（えいご、英: English）は、後期中等教育（高等学校など）における「専門教育に関する各教科」の一つ。

### 科目
- 総合英語
- 英語理解
- 英語表現
- 異文化理解
- 時事英語

### 英語に関する学科
英語に関する学科（えいごにかんするがっか）は、高等学校における専門教育を主とする学科の一つ。高等学校設置基準（平成16年文部科学省令第20号）に規定されている学科としては「外国語に関する学科」及び「国際関係に関する学科」が対応する。専門教科「英語」を中心に履修するものを指し、高等学校学習指導要領（平成11年文部省告示第58号）により「総合英語」及び「異文化理解」が原則履修科目として指定されている。

#### 学科例
「英語に関する学科」の例としては、次のようなものがある。
- 英語科

#### 設置状況
「英語に関する学科」は、一部の普通科

## 入試などへの影響

### 大学受験における英語
大学受験では文系・理系とも英語の能力が試される。文系の場合は英語の配点が国語や地理歴史より高い大学・学部も多く、最も鍵となる教科である。理系の場合は数学および理科に次いで高いか、又は同じ配点である大学・学部が多い。
大学入試センター試験において英語の試験は筆記とリスニング（聞き取り）の二つに分かれており、英語受験者は必ず両方とも受験しなければならない。リスニングは2006年度から導入された。聞き取りはスピーカーを使用せず、受験者一人一人に再生専用のICプレーヤーが配布され、それを用いて行われている。しかし2006年度、2007年度ともICプレーヤーの不具合により300人以上の受験生が再テストを受けなければならなくなっており、受験生や高校などの間で混乱が広がっている。ICプレイヤーの故障をいかにしてなくすかが大きな課題となっている。